# Studebaker Transtar

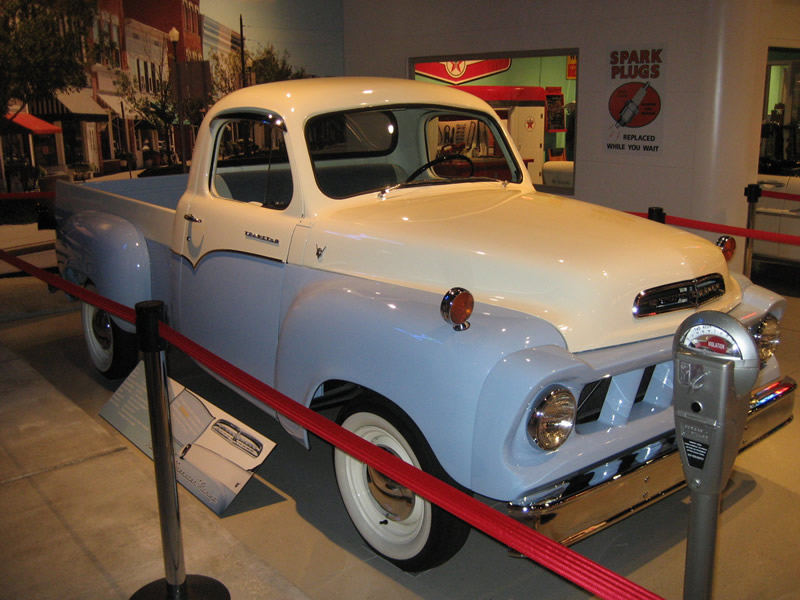
Studebaker Transtar Pickup 3-E (1957 / 58)

Der Studebaker Transtar war eine Pickup-Modellreihe, die die Studebaker Corporation in South Bend (Indiana) von 1956 bis 1958 und von 1960 bis 1963 herstellte.
Der Name Transtar wurde im Modelljahr 1956 (Modell 2E) für Fahrzeuge mit einer Ladekapazität von 1/2 t, 3/4 t, 1 t, 2 t und 2 t Schwerlast eingeführt. Die drei kleineren Modelle gab es mit fabrikgefertigten Pickup-Aufbauten zu kaufen. Das grundlegende Styling der LKW geht auf das Jahr 1949 zurück, aber 1954 und 1955 wurden daran Veränderungen vorgenommen. Der Name Transtar wurde auch für die 3E-Modelle von 1957 und 1958 verwendet, wobei Ende 1958 ein abgespeckter Studebaker Scotsman ohne den Namen Transtar eingeführt wurde. Die Transtar von 1957 / 1958 bekamen einen aggressiven Grill aus glasfaserverstärktem Kunststoff, der Studebakers in die Jahre gekommenes Design der Fahrerkabinen deutlich frischer aussehen ließ. Aus unbekannten Gründen ließ man für die 1959er Studebaker-LKW (Modell 4E) den Namen Transtar weg.
1960 führte Studebaker eine neue Modellreihe von 1/2-t- und 3/4-t-LKW unter dem Namen Champ ein. Diese hatten die Schnauze und das Führerhaus von PKW Lark, das auf das Fahrgestell des Leicht-LKWs aufgebaut war. Der Champ galt als Konkurrenzprodukt zu den (1957 / 1959 eingeführten) Ford Ranchero und Chevrolet El Camino, die ebenfalls das Styling von PKW mit der Basis von leichten LKWs verbanden. Der Name Transtar tauchte 1960 bei Studebakers mittleren und schweren LKW (1 t und 2 t) wieder auf und wurde dort bis zu den 1964er Modellen weiterbenutzt. Im Dezember 1963 schloss Studebaker seine Fabriken in den USA und stellte somit auch die gesamte LKW-Produktion ein.